# Jules Masselis
Jules Masselis (Ledegem, 19 november 1886 - Roeselare, 29 juli 1965) was een Belgisch wielrenner.
Masselis was beroepsrenner van 1907 tot 1921. In 1910 won hij het eindklassement van de Ronde van België. In de Ronde van Frankrijk 1911 won hij de etappe naar Longwy en in de Ronde van Frankrijk 1913 won Masselis de etappe in Cherbourg. Tijdens zijn loopbaan was hij een vaste maat van Cyrille Van Hauwaert.

## Resultaten in voornaamste wedstrijden
| Jaar | Ronde van Italië | Ronde van Frankrijk | Ronde van Spanje |
| ---- | ---------------- | ------------------- | ---------------- |
| 1908 |                  | opgave              |                  |
| 1909 |                  |                     |                  |
| 1910 |                  |                     |                  |
| 1911 |                  | opgave              |                  |
| 1912 |                  |                     |                  |
| 1913 |                  | opgave              |                  |
| 1914 |                  |                     |                  |
| 1919 |                  | opgave              |                  |
| 1920 |                  | opgave              |                  |
| 1921 |                  |                     |                  |

| Jaar | Milaan-San Remo | Ronde van Vlaanderen | Parijs-Roubaix | Parijs-Brussel | Parijs-Tours |
| ---- | --------------- | -------------------- | -------------- | -------------- | ------------ |
| 1908 |                 |                      | 10e            |                |              |
| 1909 |                 |                      | ↑              | 5e             |              |
| 1910 |                 |                      | 8e             | 4e             |              |
| 1911 | 13e             |                      |                | 8e             |              |
| 1912 | ↑               |                      | 6e             | 11e            |              |
| 1913 | 12e             |                      | 7e             |                |              |
| 1914 | 13e             |                      |                |                |              |
| 1919 |                 |                      |                |                | 11e          |
| 1920 |                 |                      | 12e            | 7e             | 6e           |
| 1921 |                 | 10e                  | 16e            |                |              |

- Bibliothèque nationale de France: cb149770817 (data)
- International Standard Name Identifier: 0000 0004 5094 136X
- Virtual International Authority File: 316737163